# Іменні суфікси в японській мові
Іменні суфікси в японській мові (яп. 日本語の敬称 ніхонґо но кейшьо:) — суфікси, котрі додаються до ім'я (прізвища, професії і т. д.) при розмові з людиною або про неї. Іменні суфікси відіграють важливу роль в спілкуванні японців. Вони вказують на соціальний статус співрозмовника стосовно один одного, на їхнє відношення один до одного, на ступінь їхньої близькості. Використавши неправильний іменний суфікс, можна образити співрозмовника, а правильним,  — виказати йому свою найглибшу пошану.
Звертання без суфікса можливе при звертанні дорослих до дітей-підлітків, приятелів один до одного. Якщо ж людина взагалі не використовує суфікси, то це явний показник грубості. Звертання по прізвищу без суфікса — ознака фамільярних, але не «відсторонених» відносин (характерний приклад — відносини школярів або студентів).

## Найпоширеніші іменні суфікси

### -сан
-сан (さん) — нейтрально-ввічливий суфікс, доволі близько відповідає звертанню за ім'ям та по батькові в українській мові. Широко використовується в усіх сферах життя: в спілкуванні людей рівного соціального статусу, при звертанні молодших до старших і так далі. Часто використовується при звертанні до малознайомих людей. Крім того, його може використовувати романтично налаштована молода людина стосовно своєї коханої.
Однак, слід враховувати, що в жіночій мові цей суфікс втрачає гоноративне значення і використовується практично до всіх імен. Тобто японські жінки звертаються на «-сан» до всіх, навіть найближчих людей (виключаючи дітей). Це пояснює той факт, що в японських фільмах, а також аніме, жінки говорять «-сан» навіть чоловікам. В такому випадку суфікс не означає звертання на «Ви». Однак, сучасні молоді жінки та дівчата менш формальні у своїй мові й «-сан» використовують в основному як нейтрально-ввічливий суфікс.

### -кун
-кун (君) — використовується між рівними чи до людини дещо нижчого статусу. В першому випадку може означати приятельські стосунки та має неформальний відтінок. Приблизний аналог звертання «товариш» або «приятель». Використовується людьми рівного соціального положення, частіше за все приятелями, однокласниками, колегами по роботі — в цих випадках використання кун замість сан приблизно відповідає нашому вживанню ти замість ви у схожих ситуаціях, при звертанні старших до молодших, а також при звертанні начальника до підлеглого, коли на цьому факті не варто загостряти увагу.
У цього суфікса є два найпоширеніших випадки використання.
- До неповнолітніх (до 20 років), тобто школярів, студентів зазвичай використовується до осіб чоловічої статі. Може використовуватися стосовно дівчат, коли суфікс «-чян» недоречний (наприклад, вчитель-чоловік до дівчини-учениці або дівчина до дівчини в трохи офіційній, хоча й жартівливій формі).
- До дорослих використовується як до чоловіків, так і до жінок — зазвичай в тих випадках коли це колеги по роботі або звертання начальника до підлеглого.

### -чян
-чян (ちゃん) — дуже приблизний аналог зменшено-пестливих суфіксів. Вказує на близькість і неофіційність відносин. Використовується людьми рівного соціального статусу та віку, старшими до молодших, з якими саме близькі відносини. В основному використовується маленькими дітьми, близькими подругами, дорослими стосовно дітей, хлопцями стосовно своєї дівчини. У суто чоловічому товаристві не використовується, більш того, чоловік може розцінити таке звертання до себе як образу (якщо тільки так його не називає кохана дівчина).
Крім того, існують умовні варіації цього суфіксу: чін (ちん), тан (たん), чяма (ちゃま), котрі використовуються в мові маленькими дітьми. В середовищі отаку суфікс -тан також часто застосовується стосовно усіляких маскотів та проявам мое-антропоморфізму (наприклад: Вікіпе-тан, OS-tan і т. д.) як більш «пестливим» версії суфікса -чян.

### -тан
-тан (たん) — є ще більш милим або пестливим варіантом -чян. Він нагадує неправильну вимову цієї форми звертання маленькою дитиною або в мові маленьких дітей. Мо антропоморфізм часто позначають як -тан, наприклад, комерційний талісман Хабанеро-тан, персонаж манґи Афганіс-тан або OS-тан, що позначає операційні системи. Більш відомим є використання цього почесного імені для вбивці Невада-тан.

### -сама
-сама (様) — суфікс, що демонструє максимально можливу увагу та пошану. Приблизний аналог звертання «вельмишановний». Обов'язковий у будь-яких листах при вказівці адресата незалежно від рангу. В розмовній мові використовується досить рідко і тільки при звертанні осіб низького соціального положення до вищих або ввічливе звертання молодших до старших. Використовується при звертанні священника до божеств, відданого слуги до пана, а також у тексті офіційних повідомлень.
У сучасній мові таке звертання іноді використовують як сарказм.

### -семпай та -кохай
-семпай (先輩) — суфікс, який використовується при звертанні молодшого до старшого. Часто використовується в навчальних закладах учнями молодших класів стосовно учнів старших. За межами школи або інституту може використовуватися для звертання до старшого, досвідченішого друга чи колеги. Використовується і як окреме самостійне слово,  і як сенсей. Часто звертання «семпая» до молодшого відбувається без додавання будь-яких суфіксів до прізвища останнього. Іноді до ім'я молодшого додається суфікс -кун.
-кохай (後輩) — протилежність «семпай», звертання семпая до того, кому він цим семпаєм доводиться. Частіше використовується як самостійне слово, а не як суфікс. Може використовуватися в навчальних закладах відносно тих, хто вчиться в молодших класах.

### -сенсей
-сенсей (先生) — суфікс, що використовується при звертанні до викладачів та вчителів (у найширшому сенсі слова), а також лікарям, вченим, письменникам, політикам та іншим суспільно відомим та шановним людям. Вказує скоріше на соціальний статус людини та відношення до нього того хто говорить, ніж на дійсну професію. Як і «семпай», частіше використовується як окреме слово.

## Інші

### -доно
-доно (殿) — використовується в офіційних документах (наприклад: грамотах, дипломах, сертифікатах, кримінальних справах) після ім'я одержувача, у діловому листуванні при вказівці адресата після назви компанії або ім'я. В армії при звертанні до офіцера. При повідомленні поганих новин. Це далеко не всі випадки використання -доно. Може також використовуватися стосовно найближчих родичів пана та його підлеглих (наприклад: слуга звертається до свого пана -сама, а до його рідного брата, сестри, матері та батька -доно. Таке звертання показує велику значущість, високий статус (президент або прем'єр-міністр, наприклад) або сильну повагу до свого пана).

### -доші
-доші (同志) — дослівно перекладається, як «товариш», інше значення — «однодумець».

### -ші
-ші (氏) — використовується в документах, наукових роботах тощо. Іноді в дуже офіційній усній мові стосовно незнайомих людей (наприклад, у новинах). При першій згадці людині в розмові, вказується його ім'я та суфікс -ші. Далі в розмові, замість повного ім'я, використовується лише ші.

### -сеншю
-сеншю (選手) — використовується стосовно відомих спортсменів.
У розмові зі сторонньою, для родини або компанії, людиною в листуванні при вказівці ім'я члена родини або іншого співробітника фірми (навіть більш високого за рангом) суфікси не використовуються
Також суфікси можуть не використовуватися при особистому звертанні на ім'я. Це вказує на достатньо близькі фамільярні відносини. Застосовується дорослими стосовно молодших членів їх родини, близьких друзів один до одного і т. д. Звертання по прізвищу без суфікса — ознака фамільярних, але — «відсторонених», зазвичай службових, відносин.

### -анікі
-анікі (兄貴) — сленгове поважне звертання, аналог «братан». У популярній культурі зазвичай обігрується використання цього суфікса в мові якудз чи хуліганів, які їх наслідують.